# Vlad Dulcescu
Vlad Dulcescu (* 23. März 1995 in Focșani) ist ein rumänischer Leichtathlet, der im Sprint und im Hürdenlauf an den Start geht.

## Sportliche Laufbahn
Erste internationale Erfahrungen sammelte Vlad Dulcescu im Jahr 2018, als er bei den Balkan-Meisterschaften in Stara Sagora im 400-Meter-Hürdenlauf in 53,72 s den zweiten Platz im B-Lauf belegte. Im Jahr darauf nahm er an der Sommer-Universiade in Neapel teil und schied dort mit 52,52 s in der ersten Runde aus und verpasste mit der rumänischen 4-mal-100-Meter-Staffel mit 41,98 s den Finaleinzug. Anschließend belegte er bei den Balkan-Meisterschaften in Prawez in 53,49 s den siebten Platz im B-Lauf und erreichte im 200-Meter-Lauf nach 21,84 s Rang fünf. Zudem gewann er mit der 4-mal-400-Meter-Staffel in 3:12,43 min die Silbermedaille. 2020 gewann er bei den Balkan-Hallenmeisterschaften in Istanbul in 3:13,86 min die Bronzemedaille mit der Staffel und bei den Freiluftmeisterschaften in Cluj-Napoca belegte er in 51,89 s den fünften Platz im Hürdenlauf und wurde über 200 Meter in 21,68 s Vierter. Zudem gewann er mit der Staffel in 3:08,28 min die Silbermedaille, wie auch bei den Balkan-Hallenmeisterschaften in Istanbul in 3:16,09 min. Ende Juni wurde er bei den Balkan-Meisterschaften in Smederevo in 52,4 s Vierter über die Hürden und gewann mit der 4-mal-400-Meter-Staffel in 3:10,19 min die Silbermedaille. 2023 wurde er bei der 2. Liga der Team-Europameisterschaft im Rahmen der Europaspiele in Chorzów in 52,10 s Achter über 400 m Hürden, ehe er bei den Balkan-Meisterschaften in Kraljevo mit 21,79 s auf Rang sechs im B-Lauf über 200 Meter gelangte.
In den Jahren von 2018 bis 2021 wurde Dulescu rumänischer Meister im 400-Meter-Hürdenlauf und 2020 siegte er auch über 200 Meter.

## Persönliche Bestzeiten
- 200 Meter: 21,08 s (+1,5 m/s), 3. Juni 2023 in Bukarest
  - 200 Meter (Halle): 22,37 s, 5. Februar 2023 in Bukarest
- 400 m Hürden: 51,14 s, 5. September 2020 in Cluj-Napoca